# 雪倫·卡特
雪倫·卡特（英語：Sharon Carter），或稱13號特工（Agent 13），是出自漫威漫畫的虛構人物。她是神盾局的前特工，也是美國隊長的女朋友。原著設定為佩吉·卡特的妹妹，後更改設定為她的姪女。

## 出版歷史
由史丹·李，傑克·科比和迪克·艾爾斯創建，Sharon Carter首次出現在《懸疑故事》第75號（cover-date 1966年3月）。
Sharon Carter在《美國隊長》＃233中被殺的。作家馬克·懷德在第444期中使她復活，他評論說：“她與美國隊長合作得很好的原因是因為她是一個完全的憤世嫉俗的人，而他是一個完全的理想主義者”。
從第1期（2010年7月）到第21期（2012年3月），Sharon Carter出現在2010-2013年的《秘密復仇者》系列中。 

## 簡介
雪倫·卡特自小受到阿姨佩姬·卡特和美國隊長在第二次世界大戰的事蹟所影響，長大後加入了神盾局去對抗犯罪組織九頭蛇。在這期間與美國隊長多次的合作使兩人陷入情網，很快地就成了男女朋友。
內戰事件的最後，被催眠的雪倫刺殺了正從法院走出的美國隊長。

## 其他媒體

### 電影
- 漫威電影宇宙：由艾蜜莉·芬凱普飾演雪倫·卡特。
  - 《美國隊長2：酷寒戰士》（2014年）：在尼克·福瑞「死」後，對神盾局下令緝捕史蒂芬時有所疑惑，在史蒂芬公佈神盾局被九頭蛇滲透時抗擊九頭蛇。神盾局解體後被調進中情局。
  - 《美國隊長3：英雄內戰》（2016年）：在佩姬·卡特的喪禮中出現，為駐柏林協助聯合反恐部隊接手調查維也納爆炸事件[3]。

### 電視
- 漫威電影宇宙：由艾蜜莉·芬凱普回歸飾演雪倫·卡特。
  - 《獵鷹與酷寒戰士》[4]（2021年）：在第一季第六集片尾畫面中，卡特因猎鹰辩护而获得美国政府的特赦，重回中央情报局担当联邦特工。她通过电话联系某人，告知对方已经获得接触美国政府机密和武器原型的全部权限，並承諾機密每人都有份。
  - 《無限可能：假如…？》第一季（2021年）[5]：動畫劇集，配音演出。

### 遊戲
- 《漫威：未來之戰》：手機遊戲，雪倫·卡特是玩家可使用角色之一。

## 資料來源
1. ↑  DeFalco, Tom; Sanderson, Peter; Brevoort, Tom; Teitelbaum, Michael; Wallace, Daniel; Darling, Andrew; Forbeck, Matt; Cowsill, Alan; Bray, Adam. . DK Publishing. 2019: 79. ISBN 978-1-4654-7890-0.
2. ↑  Senreich, Matthew. . Wizard (72). August 1997: 68–72.
3. ↑  隊長春神來了？復仇女主角回歸美國隊長3 （页面存档备份，存于）,2015.5.7自由時報
4. ↑  美國隊長繼任者丟出盾牌了！ 漫威《獵鷹與酷寒戰士》最新預告曝光 2021.2.8 YAHOO新聞
5. ↑  Campbell, Scott. . Collider. 2021-08-01  [2021-08-01]. （原始内容存档于2021-08-02） （美国英语）.